# Ølsemagle Revle
Ølsemagle Revle  eller Ølsømagle Strand er den sydlige  af de to store, langstrakte halvøer med lave klitter, der ligger som forvoksede revler i Køge Bugt, ud for  Ølby Lyng, nord for Køge by, i Køge Kommune. 

## Historie
Ølsemagle Revle var først en ø, der dukkede dukkede op af havet for ca. 100 år siden. Den  er en såkaldt barriereø, men hvorfor den er dannet netop der, kan man ikke forklare, men revledannelsen ligger parallelt med kurven for 2-meters vanddybde i en afstand af ca. 300 m, og at der her må have været gunstige betingelser for sedimentation. De første aflejringer over havet kan via gamle luftfotografier og kort fra Geodætisk Institut fastlægges til  mellem 1895 og 1907. I 1952 er revlen blevet til en ø der er ca. 2 kilometer lang. I juli 1969 byggede den daværende Ølsemagle Kommune, uden forudgående tilladelse fra fredningsmyndighederne,  en dæmning af nedrivningsmaterialer, og gjorde dermed øen landfast med Sjælland. Hele det særprægede kystlandskab udvikler sig dynamisk ved at havets bølger og strømme lægger materiale til, og vejr, vind og åer flytter rundt med det, mens plantevækst fastholder det og lægger mere til. Barriereøerne bliver både bredere, længere og højere, og lagunesøen sumper mere og mere til, og fyldes langsomt op til først sø, siden mose, og med mindre vandstanden stiger, eller der sker andre kursændringer, ender den vel en gang som skov.

## Naturbeskyttelse
Ølsemagle Revle er  dobbelt så stor som den mod nord liggende Staunings Ø  og har nogle mere eller mindre græssede strandenge på det meste af landsiden. Den var var sammen med strandengene på landsiden med i fredningen i 9 år. Nu er den en del af naturreservatet  i stedet, men regnes i praksis stadig for fredet, f.eks. på skilte i området. Der er dog forskel: I fredningsbekendtgørelsen var naturpleje udtrykkelig nævnt. Reservatbekendtgørelsen giver ikke myndighederne udtrykkelig hjemmel til at pleje de engang botanisk værdifulde strandenge, som nu gror til.
Hele lagunesøen og et stort stykke af Køge Bugt udfor barriereøerne, i alt ca. 7-800 hektar, er også beskyttet som natur- og vildtreservat. Det er ligeledes en del af  Natura 2000-område nr. 147 Ølsemagle Strand og Staunings Ø.